# Aldana
Aldana (auch Alda, † vor 804) war die Ehefrau des Grafen Theoderich von Autun († vor 804) und die Mutter von Wilhelm von Gellone († vor 815). Sie wird als Tochter von Karl Martell bezeichnet, doch ist dies in der Forschung umstritten.
Auslöser der Benennung als Tochter Karl Martells sind:
- Ein Nekrolog aus Aquitanien, in dem Aldana als Schwester (soror) von Hiltrud und Landrada aufgeführt ist.[3]
- Die Annales regni Francorum zum Jahr 782, die Theodericus comes propinquus regis erwähnt, einen nahen Verwandten des Königs Karl der Große namens Theoderich, der mit Aldanas Ehemann (oder Aldanas Sohn[4]) gleichgesetzt wird.[5]
- Die Gesta Hludowici Thegans, die Aldanas und Theoderichs Enkel Bernhard von Septimanien in Kapitel 36 als von königlicher Herkunft (de stirpe regali) bezeichnet.

## Der Bischof Chrodegang von Metz
Mit den Namen Hiltrud und Landrada sind in der fraglichen Zeit zwei Frauen bezeugt, so dass die Erwähnung eindeutig zugeordnet werden kann (unter der Voraussetzung, dass es keine zweite Person gleichen Namens gab, die lediglich nicht bekannt ist).
Hiltrud († 754) war eine eheliche Tochter Karl Martells. Sie war die Vollschwester Pippins des Jüngeren und seit 741 die Ehefrau des Herzogs Odilo von Bayern. Landrada ist nach der Metzer Bischofsgeschichte aus dem 8. Jahrhundert die Mutter des Bischofs Chrodegang (siehe Robertiner), aber eine Verwandtschaft zu den Karolingern wird weder dort noch in den königlichen Urkunden oder fast allen Urkunden, die von Chrodegangs selbst stammen, behauptet. Einzige Ausnahme ist eine Urkunde vom 25. Mai 765, in der Pippin als avunculus, als Bruder der Mutter Chrodegangs genannt wird, eine Urkunde, die laut Hlawitschka „längst als späte Fälschung bekannt ist“.
Erst die im 9. oder 10. Jahrhundert verfasste Vita Chrodegangs fügt die Angabe hinzu, Landrada sei eine Schwester Pippins des Jüngeren und damit auch Hiltruds gewesen – und lässt dabei außer Acht, dass Pippin (* 714) und Chrodegang (* um 715) fast gleich alt waren, Chrodegangs Mutter Landrada (* wohl 695/700) somit als Schwester Hiltruds (* um 715) und Pippins kaum in Frage kommt. Da das Geburtsjahr Wilhelms wiederum mit „um 754“ angegeben wird, ist für Aldana – unter Berücksichtigung, dass Wilhelm ein jüngerer Sohn war – eine Geburt um 730/735 wahrscheinlich, so dass die Geburtsjahre der drei Frauen rund 30 bis 40 Jahre auseinander liegen, was eine Verwandtschaft als Schwestern wenig wahrscheinlich macht, bzw. nahelegt, dass die Schwestern Hiltrud und Landrada nicht die Ehefrau Odilos bzw. die Mutter Chrodegangs sind – und Aldana nicht die Tochter Karl Martells.

## Wala und Rothlindis
Als Argument gegen Aldana als Schwester Pippins wird angeführt, dass Karl Martells Enkel Wala mit Aldanas Enkelin Rothlindis verheiratet war, somit – falls Aldana eine Tochter Karls war – eine sowohl nach kanonischem Recht als auch nach salischem Recht verbotene 2:3-Ehe vorlag.